# Hanna Tserach
Hanna Vitalewna Tserach (Wit-Russisch: Ганна Віtалеўна Церах) (Minsk, 7 september 1998) is een Wit-Russisch wielrenster die zowel aan wedstrijden op de baan als op de weg deelneemt. Sinds 2025 rijdt ze op de weg bij de Italiaanse wielerploeg Aromitalia 3T Vaiano.

## Carrière
De carrière van Tserach speelt zich af op de baan en de weg. Tussen 2017 en maart 2022 reed ze bij de wielerploeg uit haar geboortestad, Minsk Cycling Club. In deze jaren won ze onder meer de Race Horizon Park. In 2023 reed ze de laatste paar maanden van het seizoen bij de destijds relatief nieuw opgerichte Chinese wielerploeg Li Ning Star Ladies. Namens deze Chinese continentale ploeg won ze een etappe en het bergklassement in de Ronde van Chongming. In het eindklassement kwam ze op de vierde plek. Bij de nationale kampioenschappen kwam ze  zesmaal op het podium bij de wegwedstrijd, ze won tweemaal. Bij de tijdrit stond ze viermaal op het podium, ook hier zegevierde ze tweemaal. Daarnaast nam ze in 2024 onder neutrale vlag deel aan de Olympische Zomerspelen, ze reed zowel de tijdrit als de wegwedstrijd uit.
Bij haar eerste deelname aan de Europese Spelen van 2019, waarvan haar thuisland het gastland was, won ze brons op de scratch. Bij de koppelkoers, die ze samen reed met Palina Pivavarava, eindigde ze als zesde.
Tussen 2017 en 2021 nam Tserach viermaal deel aan de EK op de baan. Haar beste prestatie was een zilveren medaille in 2020 op het onderdeel scratch, waar ze haar meerdere moest erkennen in de Italiaanse Martina Fidanza. Op de wereldkampioenschappen eindigde Tserach in 2021, eveneens bij de scratch, voor de eerste maal in de top tien. In 2025 verscheen Tserach na drie jaar van afwezigheid weer op het internationale toneel toen ze deelnam aan de EK, wegens de oorlog in Oekraïne deed ze dit als individueel onafhankelijke atleet.

## Palmares

### Baanwielrennen
| Jaar        | WRK                                                                                            | EK                                                            | WK                                            | Overige                                     |
| Als belofte | Als belofte                                                                                    | Als belofte                                                   | Als belofte                                   | Als belofte                                 |
| ----------- | ---------------------------------------------------------------------------------------------- | ------------------------------------------------------------- | --------------------------------------------- | ------------------------------------------- |
| 2018        |                                                                                                | 4e ploegenachtervolging 10e scratch                           |                                               |                                             |
| 2019        |                                                                                                | 5e scratch 7e ploegenachtervolging 9e koppelkoers             |                                               |                                             |
| Als elite   |                                                                                                |                                                               |                                               |                                             |
| 2017        |                                                                                                | 6e scratch 7e ploegenachtervolging                            |                                               |                                             |
| 2018        | scratch                                                                                        | 5e scratch 9e ploegenachtervolging                            | 13e ploegenachtervolging 21e scratch          |                                             |
| 2019        |                                                                                                |                                                               | 12e ploegenachtervolging                      | Europese Spelen: · scratch · 6e koppelkoers |
| 2020        |                                                                                                | scratch · 6e achtervolging                                    |                                               |                                             |
| 2021        | 500m tijdrit · keirin · koppelkoers · omnium · ploegenachtervolging · puntenkoers · teamsprint | 8e ploegenachtervolging 9e scratch 13e omnium 15e koppelkoers | 5e scratch 7e ploegenachtervolging 14e omnium |                                             |
| 2022-2024   | Geen deelnames                                                                                 | Geen deelnames                                                | Geen deelnames                                | Geen deelnames                              |
| 2025        |                                                                                                | 16e puntenkoers 16e scratch                                   |                                               |                                             |

### Wegwielrennen
2017
 Wit-Russisch kampioenschap op de weg, elite
2018
 Wit-Russisch kampioenschap op de weg, elite
2019
Race Horizon Park
 Wit-Russisch kampioenschap op de weg, elite
2020
Grote Prijs van Manavgat
 Wit-Russisch kampioenschap tijdrijden, beloften
2021
 Wit-Russisch kampioenschap tijdrijden, elite
 Wit-Russisch kampioenschap op de weg, elite
Grote Prijs van de Middellandse Zee
2023
Wit-Russisch kampioene tijdrijden, elite
Wit-Russisch kampioene op de weg, elite
2e etappe Ronde van Chongming
Bergklassement Ronde van Chongming
2024
Belgrade GP Woman Tour
Wit-Russisch kampioene tijdrijden, elite
Wit-Russisch kampioene op de weg, elite

#### Resultaten in voornaamste wedstrijden
| Jaar | Ronde van Italië | Ronde van Frankrijk | Ronde van Spanje |
| ---- | ---------------- | ------------------- | ---------------- |
| 2025 | opgave           |                     |                  |

| Jaar | Milaan-San Remo |
| ---- | --------------- |
| 2025 | 59e             |